# 布赫湖
47°55′18″N 11°22′31″E / 47.921706°N 11.375266°E

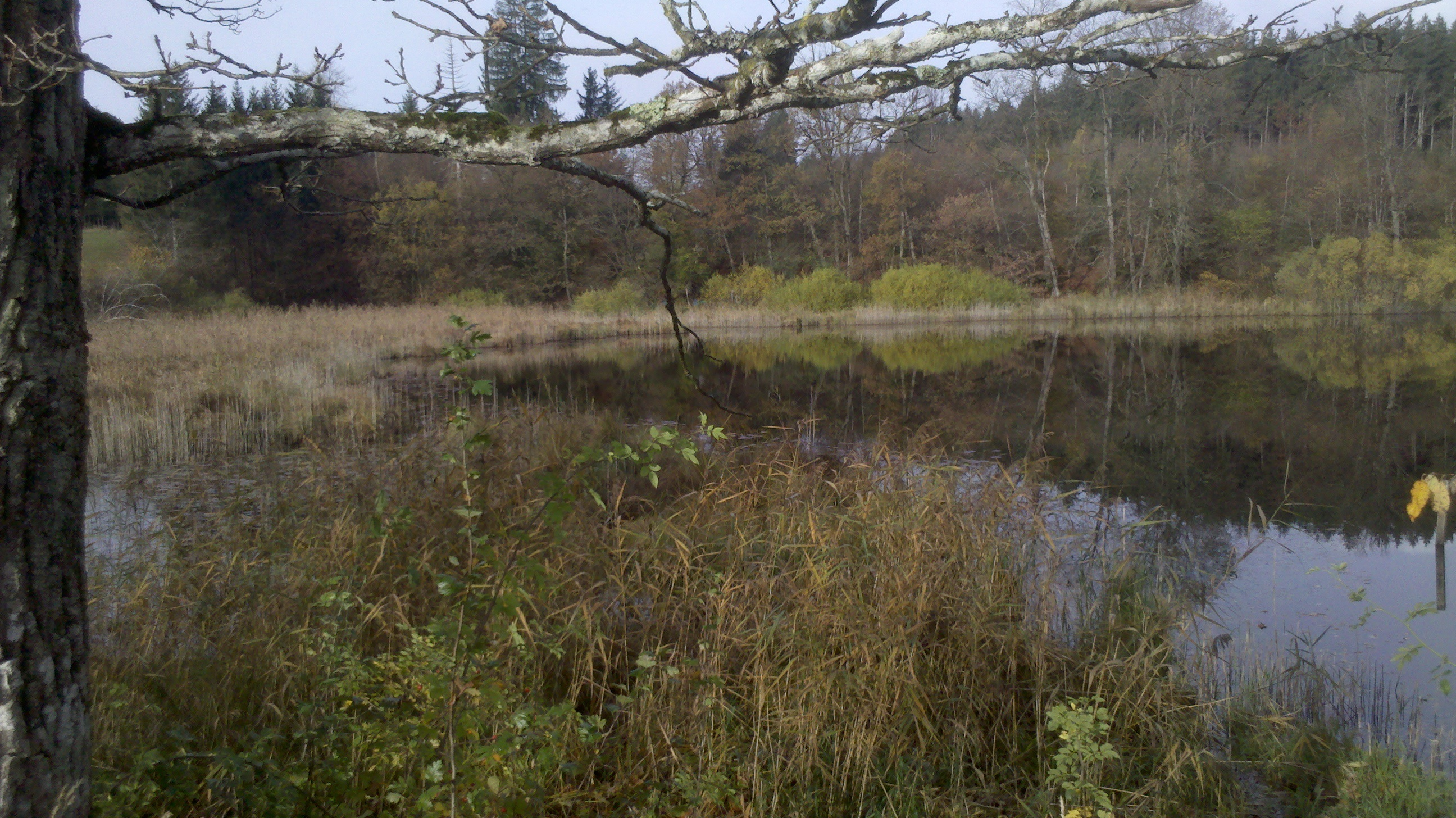

布赫湖（德語：Buchsee），是德國的湖泊，位於該國東南部，由巴伐利亞州負責管轄，處於巴特特爾茨-沃爾夫拉茨豪森縣，長0.2公里、寬0.1公里，面積0.02平方公里，海拔高度650米。